# ЗИС-4
ЗИС-4 е 57 мм танково оръдие, използвано в периода на Втората световна война. Монтирано е само на средния танк Т-34-57.

## История
Екскизното проектиране на 57 мм танково оръдие ЗИС-4 започва в ОКБ №92 през 1940 г. като вътрешна инициатива. Малко по-късно тази инициатиева е подкрепена от маршал Г. Кулик и през декември 1940 г. е изготвен първият опитен образец. В периода януари – март 1941 г. оръдието преминава заводски изпитания и през април същата година танка Т-34 с монтираното на него оръдие започва тестови изпитания. След малка доработка на цевта, монтиран е флегматизатор и са променени нарезите, оръдието преминава повторни изпитания.
Поради голямата необходимост от противотанкови средства оръдието е прието на въоръжение в средата на юли 1941 г. Производството започва през септември същата година в завод №92. Поради трудности от производствен характер производството на ЗИС-2 и ЗИС-4 временно е консервирано. В периода на производството в завод №92 са произведени 133 оръдия.
През 1943 г. голямата нужда от противотанкови оръдия за борба с новите немски тежки танкове принуждава съветското ръководство да върне отново производството на 57 мм танково оръдие ЗИС-4. През май същата година на въоръжение отново са въведени т. нар. танкове-изтребители, въоръжение с модификацията му ЗИС-4М.
Специално за борба с немските тежки танкове в боекомплекта на ЗИС-4М е въведен бронебоен изстрел с повишена мощност. Стрелбата с този тип снаряд драстично снижило ресурса на цевта. Малко по-късно този вид боеприпас е иззет от войските. Производството на модификацията продължава до 1943 г. Тогава на въоръжение влизат противотанковите САУ СУ-85.

## Боеприпаси
| Снаряд                  | Тегло, кг.         | Начална скорост, м/с | Тип взривател      |
| Осколъчни, фугасни      | Осколъчни, фугасни | Осколъчни, фугасни   | Осколъчни, фугасни |
| ----------------------- | ------------------ | -------------------- | ------------------ |
| УО-271У УО-271УГ        | 6,79               | 4,2                  | KTM-1, KTM-1-U     |
| О-271У О-271Г           | 3,75               | 4,2                  | KTM-1, KTM-1-U     |
| Г-217У Г-271К           | 0,97               | 4,2                  | KTM-1, KTM-1-U     |
| Бронебойни калибрени    |                    |                      |                    |
| УБР-271                 | 3,14 – 3,19        | 4,1                  | МД-5, МД-7, МД-10  |
| УБР271К                 | 3,14 – 3,19        | 3,3                  | МД-5, МД-7         |
| УБР-271М                | 6,24               | 3,6                  | МД-10              |
| УБР-271СП               | 6,61               | 4                    | н.д.               |
| БР-271                  | 3,14 – 3,19        | 4,1                  | МД-5, МД-7, МД-10  |
| БР-271К                 | 3,14 – 3,19        | 3,3                  | МД-5, МД-7         |
| БР-271М                 | 6,61               | 3,6                  | МД-10              |
| БР-271СП                | 6,61               | 4                    | н.д.               |
| Г-271Б                  | 1,47 – 1,5         | 3,3; 3,6; 4,0; 4,1   | МД-5, МД-7, МД-10  |
| Бронебойни подкалибрени |                    |                      |                    |
| УБР-271П                | 5,4                | 2,6                  | няма               |
| УБР271Н                 | 5,94               | 3,8                  | няма               |
| БР-271М                 | 1,79               | 2,6                  | няма               |
| БР-271СП                | 2,4                | 3,8                  | няма               |
| Г-271П А-271П           | 1,6 – 1,7          | 2,6                  | няма               |
| А-271Н                  | 1,6                | 3,8                  | няма               |
| Шрапнели и картечи      |                    |                      |                    |
| УЩ-271                  | 6,7                | 6                    | няма               |
| Щ-271                   | 3,66               | 6                    | няма               |
| Г-271У                  | 0,97               | 6                    | няма               |

## Модификация
- ЗИС-4М – Модернизиран вариант с унифициран затвор като на Ф-34, ЗИС-2, ЗИС-3 и ЗИС-5. Променена е крепежната муфа на оръдейната люлка и е монтиран опростен механизъм на полуавтоматиката.